# Stentjärnen (Stensele socken, Lappland, 721809-157835)
Stentjärnen är en sjö i Storumans kommun i Lappland och ingår i Umeälvens huvudavrinningsområde. Sjön har en area på 0,193 kvadratkilometer och ligger 342,5 meter över havet. Sjön avvattnas av vattendraget Skirträskbäcken.

## Delavrinningsområde
Stentjärnen ingår i det delavrinningsområde (721792-157842) som SMHI kallar för Inloppet i Skirträsket. Medelhöjden är 363 meter över havet och ytan är 2,77 kvadratkilometer. Det finns inga avrinningsområden uppströms utan avrinningsområdet är högsta punkten. Skirträskbäcken som avvattnar avrinningsområdet har biflödesordning 4, vilket innebär att vattnet flödar genom totalt 4 vattendrag innan det når havet efter 232 kilometer. Avrinningsområdet består mestadels av skog (88 procent). Avrinningsområdet har 0,19 kvadratkilometer vattenytor vilket ger det en sjöprocent på 6,9 procent.